# Кінотеатр імені Леніна (Кривий Ріг)
Кінотеатр імені Леніна — історичний кінотеатр у Кривому Розі, за адресою проспект Поштовий буд. 2. Пам'ятка архітектури та містобудування місцевого значення. Реконструкції та перебудови проводились в 1936, 1953, 1959, 2006, 2016-17 роках. Станом на 2017 рік не діє.

## Історія
Рішення про будівництво великого кінотеатру «Держкіно ім. Леніна» на майдані Леніна (сучасний ріг проспекту Поштового та вулиці Свято-Миколаївської) було ухвалено у грудні 1928 р. Проєкт Всеукраїнського фотокіноуправління під назвою «Зелене містечко» було затверджено 29 квітня 1929 р. (архітектор Київського інституту «Діпромісто» Й. Ю. Каракіс). Завершення будівництва було перенесено на 1 травня 1930 р. Зміна строків була зумовлена запізненням надання робочих креслень та поганим постачання матеріалів. Криворізька міськрада виділила кошти на придбання апаратури у березні 1930 р., а 25 серпня того ж року — на устаткування кінотеатру звуковим апаратом.
Демонстрація першого фонічного фільму відбулася 10 вересня 1930 р. У липні 1932 р. з метою посилення ідейної спрямованості фільмів, що демонструвалися шляхом відбору їх спеціально створеною художньо-політичною радою, кінотеатр було реорганізовано у «Комсомольський кінотеатр ім. Леніна». Після двох років повернули стару назву. Тоді ж при кінотеатрі відкрили філію дитячого кінотеатру ім. Постишева, у клубі Харчоспілки у вихідні дні та під час канікул (ціна дитячого квітка становила 20 копійок).
Урочисте відкриття нового фоє відбулося 1 червня 1936 р.: споруджено фонтан, працював буфет-ресторан, танцювальний майданчик, грав духовий оркестр, поруч влаштовано волейбольний майданчик. Крім того, при закладі було створено дитячі гуртки з вивчення кіноапаратури і рецензування фільмів. Кінотеатр «Держкіно ім. Леніна» став базовим при проведенні кінофестивалів: було підвищено якість реклами кінокартин, яка відтепер супроводжувалася анотаціями, введено денні сеанси, покращено обслуговування, що сприяло збільшенню числа глядачів і поліпшенню фінансового стану закладу. У жовтні 1936 р. з великим успіхом пройшли місячник і фестиваль дитячих фільмів (кількість відвідувачів склала більше 5 тисяч). Джаз-оркестр кінотеатру обслуговував міський призовний пункт, де регулярно давав концерти у 1938 р. Збільшенню глядачів в 1939—1940 рр. сприяло введення перед дитячими сеансами бесід з історії ВКП(б), життя Т. Г. Шевченка, М. В. Гоголя тощо.
У 1941 році відсутність достатньої вентиляції та інтенсивна вологість стін призвели до погіршення зовнішнього вигляду будівлі і внутрішніх приміщень закладу.
Незадовго до початку війни найбільший успіх мала картина «Богдан Хмельницький» (кількість глядачів склала 16 тисяч).
В 1953 р. закінчено будівництво портика в класичному стилі, фасад стали прикрашати колони (за проєктом архітектора В. І. Суманєєва). Широкоформатний зал на 800 місць прибудовано в 1959 р.
У 1960—1990 рр. заклад був місцем кінопрем'єр і зустрічей з акторами й режисерами, у фоє проводилися тематичні виставки.
У квітні 1999 р. в приміщенні кінотеатру ім. Леніна було створено центр дозвілля молоді — дискоклуб «Центр». Почали діяти більярдна, зал ігрових автоматів, перший у місті роликовий клуб для підлітків, дискотека, нічний клуб для дорослих, студія брейк-дансу. Заклад був оснащений сучасною радіо-відеоапаратурою, існував сайт в мережі Інтернет.
У 2002 році Криворізька єпархія УПЦ отримала в оренду приміщення колишньої великої зали кінотеатру ім. В. І. Леніна, збудоване у 1959 році, яке з 2005 року стало власністю релігійної громади. Відбулась реконструкція приміщення. У 2006 році прибудована дзвіниця.
У 2016 р. біля кінотеатру урочисто відкрито нову зону відпочинку — облаштовано фонтан, висаджено сквер, встановлено систему зовнішнього освітлення. У 2017 році реконструкція будівлі колишнього кінотеатру проводиться як перспектива соціально-економічного розвитку Центрально-Міського району. Відповідальність за реалізацію ремонтного проєкту колишнього кінотеатру імені Леніна було покладено на управління Криворізької єпархії Української православної церкви Московського Патріархату.
Відповідно до розпорядження голови Дніпропетровської державної адміністрації від 12.04.1996 р. № 158-р кінотеатр імені В. І. Леніна є пам'яткою архітектури місцевого значення міста Кривого Рогу з охоронним номером 131.

## Галерея
|  |
|  |

|  |
|  |

|  |
|  |

|  |
|  |

|  |
|  |

|  |
|  |

|  |
|  |

|  |
|  |